# Morongo Casino Resort Hotel
Le Morongo Casino Resort Hotel est un gratte-ciel de 101 mètres de hauteur  construit de 2002 à 2004 à Cabazon en Californie dans l'agglomération de Los Angeles. C'est le plus haut immeuble de Cabazon et le seul gratte-ciel de cette ville.
L'immeuble abrite un spa, un centre de conférence, un casino et un hôtel de la chaîne Four Diamond de 310 chambres sur 27 étages pour une surface totale de plancher de 584 000 m².
Le casino est géré par une tribu indienne suivant l'Indian Gaming Regulatory Act de 1988.
Le complexe a coûté 250 millions de $.
L'architecte est l'agence The Jerde Partnership ("design architect") et l'agence Thalden Boyd Architect ("associate architect")